# Ferenc Rákóczy

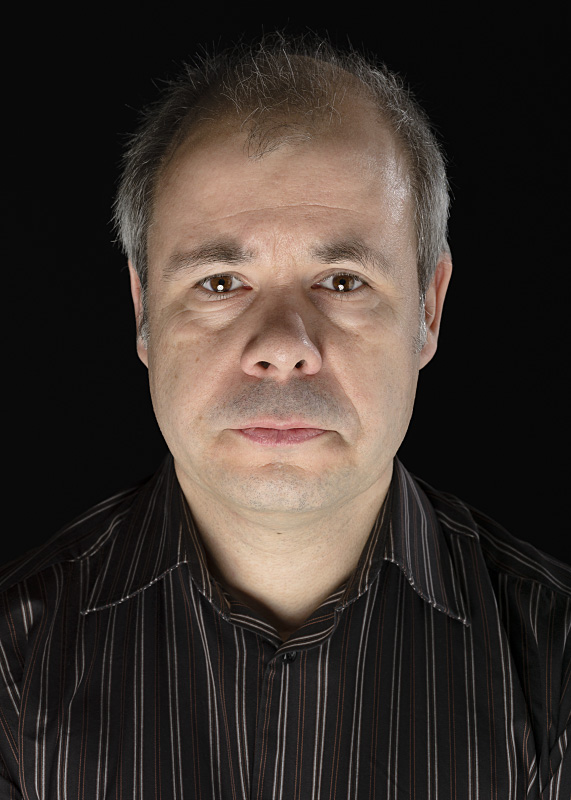
Ferenc Rakoczy (2015)

Ferenc Rákóczy (* 22. November 1967 in Basel) ist ein französischsprachiger Schweizer Schriftsteller und Psychiater.

## Leben
Ferenc Rákóczy wuchs als Sohn eines Ungarn und einer Jurassierin bei Pruntrut auf. Er studierte Medizin an der Universität Bern, wo er 1996 mit der Promotion abschloss. Er ist als Psychiater und Psychotherapeut in Lausanne tätig.

## Auszeichnungen
- 2005: Preis der Fondation Anne et Robert Bloch
- 2017: Prix des écrivains vaudois
- 2021: Literaturpreis der Stadt Lausanne

## Werke

### Lyrik
- Randonnées sur les berges de l’Aare. Eigenverlag, Bern 1994.
- Kiosque à chimères. Éditions L’Âge d’Homme, Lausanne 1996.
- Les Hospices rhénans. L’Âge d’Homme, Lausanne 1999.
- Éoliennes. Prosa und Gedichte. L’Âge d’Homme, Lausanne 2007.
- Dans la noix du monde. Aphorismen. L’Âge d’Homme, Lausanne 2008.

### Prosa
- Perpetuum mobile. Krimi. In: Petits meurtres en Suisse. Zoé, Genf 2005.
- Laissez dormir les bêtes. Erzählungen. L’Âge d’Homme, Lausanne 2010.

### Theater
- Le bord des limbes. L’Âge d’Homme, Lausanne 2012.